# Elijah Krahn
Elijah Krahn (født 24. august 2003 i Hamborg) er en tysk fodboldspiller. Han har spillet for Hamburger SV siden sin barndom og er tysk juniorlandsholdsspiller.

## Karriere i klubben
Elijah Krahn er født i Hamborg og spillede indtil 2015 for Wandsbeker TSV Concordia, en klub fra Jenfeld, en bydel i Hamborg, og blev derefter optaget på ungdomsakademiet (Nachwuchsleistungszentrum) hos Hamburger SV. Den 6. februar 2022 fik han sin professionelle debut i den 2. Bundesliga i en alder af 18 år ved en 5-0 sejr i udekampen mod SV Darmstadt 98.

## Karriere på landsholdet
Elijah Krahn har den 23. marts 2019 i en venskabskamp mod Italien sin første optræden for det tyske U/16-landshold. Indtil han udgik på grund af sin alder, havde han tre optrædener for dette hold. Derefter spillede Krahn tre gange for det tyske U/17-landshold. Den 11. maj 2022 spillede han for Tysklands U/19-landshold i en venskabskamp i Hobro mod Danmark. Denne kamp var hans eneste kamp for dette hold.